# Верховцево (станция)
Верхо́вцево (укр. Верхівцеве) — узловая грузо-пассажирская сортировочная железнодорожная станция Днепровской дирекции Приднепровской железной дороги.

## История
Станция построена в 1884 при прокладке первого участка на стыке Каменской и Саксаганской ветвей построенной Екатерининской железной дороги и торжественно открыта 18 мая.
Изначально станция называлась Любомировка от расположенного неподалёку села Любомировка.
В 1898 году построена железнодорожная линия Колачевское — Пятихатки — Любомировка, которая стала главным ходом железной дороги. Станция становится узловой.
1 января 1904 года произошло переименование в современное название — Верховцево в честь первого начальника Екатерининской железной дороги Верховцева Александра Апполоновича.
По данным на 1905 год, грузооборот главного хода был незначительным, а на Долгинцевском направлении достиг 120 млн пудов, преимущественно (более 95 млн пудов) грузов отправления.
В 1930-х годах построена сортировочная горка.
В годы Великой Отечественной войны путевое хозяйство станции было сильно повреждено при бомбардировках.
В 1950-е годы проведена электрификацию станции, создан энергоучасток, построены новые помещения локомотивного и вагонного депо.
2004 года для запуска движения скоростных поездов проведена реконструкция пассажирской части станции и капитальный ремонт исторического здания вокзала.

## Характеристика
Расположена в центре города Верховцево Каменского района Днепропетровской области, между станциями Верхнеднепровск (14 км), Вольногорск (17 км) и Божедаровка (20 км).
На станции есть зал ожидания, кассы продажи билетов, камера хранения, багажное отделение.

### Предприятия станции
На станции работают 14 подразделений различных предприятий Украинских железных дорог:
- локомотивное депо;
- вагонное депо;
- энергоучасток;
- путевая машинная станция;
- центр механизации путевых работ.

## Руководители
В разное время станцию возглавляли:
- Яковлев Илларион Аврамович (1940-е);
- Саплахиди М. П. (1950-е);
- Литвиненко Василий Филиппович (1970-е);
- Фурсов Григорий (1980-е);
- Сличенко Алексей Анатольевич;
- Заяц Иван Ильич (2000-е).